# René Esturmy
René Esturmy, sieur de Villecour, originaire de Laval, est un théologien dominicain français du XVIIe siècle.

## Biographie
Dominicain de Laval, est l'auteur d'un volume in-8°, dont le titre est Balance du Temps et de l'Eternité; au Mans,Louis Peguineau, 1676, in-8°. Il s'agit d'une traduction d'un ouvrage du jésuite espagnol Juan Eusebio Nieremberg. 
La traduction n'est pas faite sur l'espagnol, mais sur une version italienne, et le traducteur nous prévient qu'elle n'est pas fidèle ; qu'il s'est permis de faire quelques additions au texte original.
Il nous apprend que l'évêque du Mans, Louis de Lavergne-Montenard de Tressan, l'avait chargé de quelque emploi considérable dans son diocèse.

## Source
- Jean-Barthélemy Hauréau, Histoire littéraire du Maine